# جيمس ستيوارت (لاعب كريكت)
جيمس ستيوارت (9 أغسطس 1861 - 20 يوليو 1943) (بالإنجليزية: James Stewart)‏ هو لاعب كريكت بريطاني (وحمل سابقاً جنسية المملكة المتحدة لبريطانيا العظمى وأيرلندا).